# Lista de telenovelas da Televisión Nacional de Chile
Listagem de títulos de telenovelas produzidas pela Televisión Nacional de Chile.

## Década de 1980
| 1980                   | 1980                  | 1980                   | 1980      | 1980                | 1980                      | 1980               | 1980      |
| Produção               | Início                | Final                  | Episódios | Diretor Geral       | Produtor                  | Produtor Executivo | Audiência |
| 1981                   | 1981                  | 1981                   | 1981      | 1981                | 1981                      | 1981               | 1981      |
| ---------------------- | --------------------- | ---------------------- | --------- | ------------------- | ------------------------- | ------------------ | --------- |
| Villa Los Aromos       | 13 de outubro de 1981 | 31 de dezembro de 1981 | 55        | Claudio Guzmán      | Pilar Reynaldos           | Sonia Fuchs        | 15,0      |
| 1982                   |                       |                        |           |                     |                           |                    |           |
| De cara al mañana      | 15 de março de 1982   | 1 de julho de 1982     | 67        | Eduardo Ravani      | Jorge Pedreros            | Sonia Fuchs        | 30,6      |
| La gran mentira        | 12 de julho de 1982   | 15 de dezembro de 1982 | ----      | Herval Rossano      | Pilar Reynaldos           | Sonia Fuchs        | 35,6      |
| 1983                   |                       |                        |           |                     |                           |                    |           |
| El Juego de la vida    | 15 de março de 1983   | 17 de outubro de 1983  | 138       | Herval Rossano      | Pilar Reynaldos           | Sonia Fuchs        | 32,3      |
| 1984                   |                       |                        |           |                     |                           |                    |           |
| La represa             | 12 de março de 1984   | 27 de julho de 1984    | 103       | Ricardo Vicuña      | Cecilia Stoltze           | Sonia Fuchs        | 31,0      |
| La torre 10            | 30 de julho de 1984   | 21 de dezembro de 1984 | 104       | Vicente Sabatini    | Gonzalo Contreras         | Sonia Fuchs        | 49,0      |
| 1985                   |                       |                        |           |                     |                           |                    |           |
| Marta a las ocho       | 2 de julho de 1985    | 1 de agosto de 1985    | 22        | Vicente Sabatini    | Cecilia Stoltze           | Sonia Fuchs        | 29,0      |
| Morir de amor          | 2 de agosto de 1985   | 30 de dezembro de 1985 | 101       | Vicente Sabatini    | Gonzalo Contreras         | Sonia Fuchs        | 24,0      |
| 1986                   |                       |                        |           |                     |                           |                    |           |
| La dama del balcón     | 2 de janeiro de 1986  | 5 de abril de 1986     | 86        | Ricardo Vicuña      | Alejandra García-Huidobro | Sonia Fuchs        | 25,3      |
| La villa               | 3 de março de 1986    | 18 de dezembro de 1986 | 187       | Ricardo Vicuña      | Alejandra García-Huidobro | Sonia Fuchs        | 27,2      |
| 1987                   |                       |                        |           |                     |                           |                    |           |
| Mi nombre es Lara      | 27 de abril de 1987   | 16 de outubro de 1987  | 94        | Ricardo Vicuña      | Alejandra García-Huidobro | Sonia Fuchs        | 34,6      |
| La Quintrala           | 30 de abril de 1987   | 2 de julho de 1987     | 10        | Vicente Sabatini    | Cecilia Stoltze           | Sonia Fuchs        | -         |
| 1988                   |                       |                        |           |                     |                           |                    |           |
| Bellas y audaces       | 7 de março de 1988    | 15 de agosto de 1988   | 101       | Ricardo Vicuña      | Jaime Vermelhas           | Sonia Fuchs        | 33,0      |
| Las dos caras del amor | 17 de outubro de 1988 | 23 de dezembro de 1988 | 60        | Vicente Sabatini    | Jaime Vermelhas           | Sonia Fuchs        | 21,5      |
| 1989                   |                       |                        |           |                     |                           |                    |           |
| A la sombra del ángel  | 29 de maio de 1989    | 13 de outubro de 1989  | 97        | René Schneider Arce | Gonzalo Contreras         | Sonia Fuchs        | 22,6      |
| Teresa de los Andes    | 6 de agosto de 1989   | 10 de setembro de 1989 | 5         | Vicente Sabatini    | Cecilia Stoltze           | Sonia Fuchs        | -         |

## Década de 1990
| 1990                  | 1990                   | 1990                   | 1990      | 1990                   | 1990              | 1990               |           |
| Produção              | Início                 | Final                  | Episódios | Diretor Geral          | Produtor          | Produtor Executivo | Audiência |
| --------------------- | ---------------------- | ---------------------- | --------- | ---------------------- | ----------------- | ------------------ | --------- |
| El milagro de vivir   | 10 de setembro de 1990 | 28 de dezembro de 1990 | 78        | Vicente Sabatini       | Gonzalo Contreras | Sonia Fuchs        | 16,1      |
| 1991                  |                        |                        |           |                        |                   |                    |           |
| Volver a empezar      | 1 de abril de 1991     | 30 de agosto de 1991   | 110       | Vicente Sabatini       | Gonzalo Contreras | Cecilia Stoltze    | 14,7      |
| 1992                  |                        |                        |           |                        |                   |                    |           |
| Trampas y caretas     | 23 de março de 1992    | 20 de agosto de 1992   | 105       | Vicente Sabatini       | Gonzalo Contreras | Verónica Saquel    | 30,5      |
| 1993                  |                        |                        |           |                        |                   |                    |           |
| Jaque mate            | 8 de março de 1993     | 23 de julho de 1993    | 95        | Vicente Sabatini       | Pablo Ávila       | Verónica Saquel    | 13,5      |
| Ámame                 | 2 de agosto de 1993    | 21 de dezembro de 1993 | 97        | María Eugenia Rencoret | Gonzalo Contreras | Verónica Saquel    | 22,9      |
| 1994                  |                        |                        |           |                        |                   |                    |           |
| Rompecorazón          | 14 de março de 1994    | 2 de agosto de 1994    | 98        | Vicente Sabatini       | Pablo Ávila       | Verónica Saquel    | 24,7      |
| Rojo y miel           | 3 de agosto de 1994    | 15 de dezembro de 1994 | 90        | María Eugenia Rencoret | Verónica Brañes   | Verónica Saquel    | 21,6      |
| 1995                  |                        |                        |           |                        |                   |                    |           |
| Estúpido cupido       | 13 de março de 1995    | 16 de agosto de 1995   | 112       | Vicente Sabatini       | Marcelo Muñoz     | Verónica Saquel    | 22,5      |
| Juegos de fuego       | 17 de agosto de 1995   | 21 de dezembro de 1995 | 88        | María Eugenia Rencoret | Pablo Ávila       | Verónica Saquel    | 17,4      |
| 1996                  |                        |                        |           |                        |                   |                    |           |
| Sucupira              | 11 de março de 1996    | 9 de agosto de 1996    | 108       | Vicente Sabatini       | Marcelo Muñoz     | Verónica Saquel    | 27,6      |
| Loca piel             | 12 de agosto de 1996   | 21 de dezembro de 1996 | 91        | María Eugenia Rencoret | Pablo Ávila       | Verónica Saquel    | 20,9      |
| 1997                  |                        |                        |           |                        |                   |                    |           |
| Oro verde             | 10 de março de 1997    | 5 de agosto de 1997    | 104       | Vicente Sabatini       | Marcelo Muñoz     | Pablo Ávila        | 24,7      |
| Tic Tac               | 6 de agosto de 1997    | 15 de dezembro de 1997 | 90        | María Eugenia Rencoret | Vania Portilla    | Pablo Ávila        | 20,4      |
| 1998                  |                        |                        |           |                        |                   |                    |           |
| Iorana                | 9 de março de 1998     | 31 de julho de 1998    | 103       | Vicente Sabatini       | Marcelo Muñoz     | Pablo Ávila        | 30,2      |
| Borrón y cuenta nueva | 3 de agosto de 1998    | 30 de dezembro de 1998 | 103       | Leonardo Vermelhas     | Vania Portilla    | Pablo Ávila        | 18,8      |
| 1999                  |                        |                        |           |                        |                   |                    |           |
| La Fiera              | 8 de março de 1999     | 3 de agosto de 1999    | 106       | Vicente Sabatini       | Daniela Demicheli | Pablo Ávila        | 31,1      |
| Aquelarre             | 4 de agosto de 1999    | 29 de dezembro de 1999 | 105       | María Eugenia Rencoret | Vania Portilla    | Pablo Ávila        | 30,5      |

## Década de 2000
| 2000                    | 2000                  | 2000                   | 2000      | 2000                   | 2000              | 2000               |           |
| Produção                | Início                | Final                  | Episódios | Diretor Geral          | Produtor          | Produtor Executivo | Audiência |
| ----------------------- | --------------------- | ---------------------- | --------- | ---------------------- | ----------------- | ------------------ | --------- |
| Romané                  | 6 de março de 2000    | 15 de agosto de 2000   | 115       | Vicente Sabatini       | Daniela Demicheli | Pablo Ávila        | 38,2      |
| Santo ladrón            | 16 de agosto de 2000  | 29 de dezembro de 2000 | 93        | María Eugenia Rencoret | Vania Portilla    | Pablo Ávila        | 26,7      |
| 2001                    |                       |                        |           |                        |                   |                    |           |
| Pampa ilusión           | 7 de março de 2001    | 3 de agosto de 2001    | 114       | Vicente Sabatini       | Daniela Demicheli | Pablo Ávila        | 35,5      |
| Amores de mercado       | 6 de agosto de 2001   | 28 de dezembro de 2001 | 103       | María Eugenia Rencoret | Vania Portilla    | Pablo Ávila        | 46,9      |
| 2002                    |                       |                        |           |                        |                   |                    |           |
| El circo de las Montini | 11 de março de 2002   | 9 de agosto de 2002    | 125       | Vicente Sabatini       | Daniela Demicheli | Pablo Ávila        | 36,0      |
| Purasangre              | 12 de agosto de 2002  | 20 de janeiro de 2003  | 114       | María Eugenia Rencoret | Vania Portilla    | Pablo Ávila        | 32,5      |
| 2003                    |                       |                        |           |                        |                   |                    |           |
| Puertas adentro         | 10 de março de 2003   | 15 de agosto de 2003   | 112       | Vicente Sabatini       | Patricio López    | Pablo Ávila        | 30,4      |
| 16                      | 9 de junho de 2003    | 22 de outubro de 2003  | 98        | Víctor Huerta          | Daniela Demicheli | Pablo Ávila        | 20,0      |
| Pecadores               | 18 de agosto de 2003  | 30 de dezembro de 2003 | 95        | María Eugenia Rencoret | Vania Portilla    | Pablo Ávila        | 25,7      |
| 2004                    |                       |                        |           |                        |                   |                    |           |
| Los Pincheira           | 8 de março de 2004    | 3 de setembro de 2004  | 127       | Vicente Sabatini       | Patricio López    | Pablo Ávila        | 37,4      |
| Destinos cruzados       | 6 de setembro de 2004 | 4 de fevereiro de 2005 | 108       | María Eugenia Rencoret | Vania Portilla    | Pablo Ávila        | 24,7      |
| Ídolos                  | 25 de outubro de 2004 | 16 de março de 2005    | 84        | Óscar Rodríguez        | Daniela Demicheli | Pablo Ávila        | 16,2      |

#### Reestruturação
| 2005                     | 2005                   | 2005                   | 2005      | 2005              | 2005              | 2005                   |           |
| Produção                 | Início                 | Final                  | Episódios | Diretor           | Produtor          | Produtor Executivo     | Audiência |
| ------------------------ | ---------------------- | ---------------------- | --------- | ----------------- | ----------------- | ---------------------- | --------- |
| 17                       | 3 de janeiro de 2005   | 18 de maio de 2005     | 93        | Víctor Huerta     | Daniela Demicheli | María Eugenia Rencoret | 19,7      |
| Los Capo                 | 7 de março de 2005     | 5 de setembro de 2005  | 124       | Patricio González | Patricio López    | Vicente Sabatini       | 14,7      |
| Los treinta              | 25 de abril de 2005    | 4 de agosto de 2005    | 70        | Víctor Huerta     | Daniela Demicheli | María Eugenia Rencoret | 22,5      |
| Versus                   | 29 de agosto de 2005   | 30 de dezembro de 2005 | 90        | Germán Barriga    | Vania Portilla    | María Eugenia Rencoret | 18,9      |
| 2006                     |                        |                        |           |                   |                   |                        |           |
| Amor en tiempo récord    | 2 de janeiro de 2006   | 3 de março de 2006     | 44        | Víctor Huerta     | Daniela Demicheli | María Eugenia Rencoret | 13,8      |
| Entre medias             | 1 de março de 2006     | 2 de junho de 2006     | 65        | Óscar Rodríguez   | Patricio López    | Vicente Sabatini       | 12,5      |
| Cómplices                | 6 de março de 2006     | 10 de outubro de 2006  | 155       | Patricio González | Patricio López    | Vicente Sabatini       | 27,6      |
| Disparejas               | 2 de outubro de 2006   | 29 de dezembro de 2006 | 63        | Germán Barriga    | Daniela Demicheli | María Eugenia Rencoret | 16,7      |
| Floribella               | 11 de outubro de 2006  | 9 de março de 2007     | 106       | Víctor Huerta     | Vania Portilla    | María Eugenia Rencoret | 21,7      |
| 2007                     |                        |                        |           |                   |                   |                        |           |
| Corazón de María         | 12 de março de 2007    | 3 de setembro de 2007  | 122       | Patricio González | Patricio López    | Vicente Sabatini       | 21,6      |
| Alguien te mira          | 30 de abril de 2007    | 16 de agosto de 2007   | 78        | Germán Barriga    | Daniela Demicheli | María Eugenia Rencoret | 21,4      |
| Amor por accidente       | 3 de setembro de 2007  | 28 de dezembro de 2007 | 84        | Víctor Huerta     | Vania Portilla    | María Eugenia Rencoret | 14,4      |
| 2008                     |                        |                        |           |                   |                   |                        |           |
| Viuda alegre             | 10 de março de 2008    | 1 de setembro de 2008  | 123       | Patricio González | Patricio López    | Vicente Sabatini       | 16,1      |
| El Señor de la Querencia | 12 de maio de 2008     | 2 de setembro de 2008  | 64        | Germán Barriga    | Patricio López    | María Eugenia Rencoret | 27,5      |
| Hijos del Monte          | 2 de setembro de 2008  | 10 de março de 2009    | 131       | Víctor Huerta     | Vania Portilla    | María Eugenia Rencoret | 18,9      |
| 2009                     |                        |                        |           |                   |                   |                        |           |
| Los exitosos Pells       | 3 de março de 2009     | 22 de setembro de 2009 | 142       | Germán Barriga    | Patricio López    | Vicente Sabatini       | 17,8      |
| ¿Dónde está Elisa?       | 21 de abril de 2009    | 4 de novembro de 2009  | 112       | Rodrigo Velásquez | Daniela Demicheli | María Eugenia Rencoret | 34,7      |
| Los ángeles de Estela    | 22 de setembro de 2009 | 19 de março de 2010    | 121       | Rodrigo Velásquez | Vania Portilla    | María Eugenia Rencoret | 16,0      |
| Conde Vrolok             | 3 de novembro de 2009  | 2 de junho de 2010     | 104       | Víctor Huerta     | Daniela Demicheli | María Eugenia Rencoret | 20,4      |

## Década de 2010
| 2010                   | 2010                   | 2010                  | 2010      | 2010                | 2010              | 2010                   |           |
| Produção               | Inicio                 | Final                 | Episodios | Diretor General     | Produtor General  | Diretor Área Dramática | Audiencia |
| ---------------------- | ---------------------- | --------------------- | --------- | ------------------- | ----------------- | ---------------------- | --------- |
| Martín Rivas           | 15 de março de 2010    | 6 de setembro de 2010 | 125       | Germán Barriga      | Patricio López    | María Eugenia Rencoret | 18,2      |
| 40 y tantos            | 12 de julho de 2010    | 10 de março de 2011   | 134       | Ítalo Galleani      | Daniela Demicheli | María Eugenia Rencoret | 19,2      |
| La familia de al lado  | 6 de setembro de 2010  | 7 de março de 2011    | 125       | Víctor Huerta       | Vania Portilla    | María Eugenia Rencoret | 14,7      |
| 2011                   |                        |                       |           |                     |                   |                        |           |
| Témpano                | 7 de março de 2011     | 8 de setembro de 2011 | 123       | Germán Barriga      | Patricio López    | María Eugenia Rencoret | 13,8      |
| El laberinto de Alicia | 14 de março de 2011    | 5 de outubro de 2011  | 111       | Rodrigo Velásquez   | Daniela Demicheli | María Eugenia Rencoret | 19,6      |
| Esperanza              | 29 de agosto de 2011   | 23 de janeiro de 2012 | 106       | Claudio López de L. | Patricio López    | María Eugenia Rencoret | 10,5      |
| Aquí mando yo          | 12 de setembro de 2011 | 23 de abril de 2012   | 160       | Ítalo Galleani      | Vania Portilla    | María Eugenia Rencoret | 17,7      |
| Su nombre es Joaquín   | 5 de outubro de 2011   | 5 de março de 2012    | 87        | Víctor Huerta       | Daniela Demicheli | María Eugenia Rencoret | 13,9      |
| 2012                   |                        |                       |           |                     |                   |                        |           |
| Reserva de familia     | 19 de março de 2012    | 22 de outubro de 2012 | 123       | Patricio González   | Patricio López    | María Eugenia Rencoret | 16,3      |
| Pobre Rico             | 23 de abril de 2012    | 11 de março de 2013   | 227       | Rodrigo Velásquez   | Patricio López    | María Eugenia Rencoret | 17,8      |
| Dama y obrero          | 11 de junho de 2012    | 11 de março de 2013   | 189       | Claudio López de L. | Vania Portilla    | María Eugenia Rencoret | 15,1      |
| Separados              | 22 de outubro de 2012  | 3 de junho de 2013    | 123       | Ítalo Galleani      | Daniela Demicheli | María Eugenia Rencoret | 17,9      |
| 2013                   |                        |                       |           |                     |                   |                        |           |
| Solamente Julia        | 11 de março de 2013    | 10 de outubro de 2013 | 150       | Christian Maringer  | Daniela Demicheli | María Eugenia Rencoret | 11,8      |
| Dos por uno            | 11 de março de 2013    | 23 de agosto de 2013  | 117       | Víctor Huerta       | Patricio López    | María Eugenia Rencoret | 14,7      |
| Socias                 | 3 de junho de 2013     | 6 de janeiro de 2014  | 115       | Patricio González   | Patricio López    | María Eugenia Rencoret | 14,9      |
| Somos los Carmona      | 19 de agosto de 2013   | 24 de março de 2014   | 151       | Claudio López de L. | Daniela Demicheli | María Eugenia Rencoret | 18,6      |
| El regreso             | 14 de outubro de 2013  | 5 de maio de 2014     | 140       | Nicolás Alemparte   | Patricio López    | María Eugenia Rencoret | 12,0      |
| 2014                   |                        |                       |           |                     |                   |                        |           |
| Vuelve temprano        | 6 de janeiro de 2014   | 4 de agosto de 2014   | 118       | Víctor Huerta       | Eduardo Alegría   | Alex Bowen             | 19,4      |
| El amor lo manejo yo   | 24 de março de 2014    | 22 de outubro de 2014 | 149       | Christian Maringer  | Eduardo Alegría   | Alex Bowen             | 18,3      |
| Volver a amar          | 5 de maio de 2014      | 1 de dezembro de 2014 | 140       | Felipe Arratia      | Alejandro Burr    | Alex Bowen             | 10,8      |
| No abras la puerta     | 4 de agosto de 2014    | 14 de janeiro de 2015 | 74        | Ítalo Galleani      | Javiera Kri       | Alex Bowen             | 9,1       |
| Caleta del sol         | 20 de outubro de 2014  | 21 de janeiro de 2015 | 67        | Claudio López de L. | Eduardo Alegría   | Alex Bowen             | 3,9       |
| La chúcara             | 1 de dezembro de 2014  | 26 de agosto de 2015  | 190       | Matías Stagnaro     | Alejandro Burr    | Disolución del cargo   | 11,2      |

#### Reestruturação
| 2015                | 2015                   | 2015                   | 2015      | 2015               | 2015                | 2015               |           |
| Produção            | Início                 | Final                  | Episódios | Diretor            | Produtor            | Produtor Executivo | Audiência |
| ------------------- | ---------------------- | ---------------------- | --------- | ------------------ | ------------------- | ------------------ | --------- |
| Dueños del paraíso  | 19 de janeiro de 2015  | 9 de junho de 2015     | 69        | Víctor Huerta      | Marcelo Martinez    | Alejandro Burr     | 3,0       |
| La poseída          | 17 de maio de 2015     | 12 de outubro de 2015  | 73        | Víctor Huerta      | Mauricio Campos     | Rodrigo Sepúlveda  | 6,9       |
| Matriarcas          | 18 de maio de 2015     | 30 de dezembro de 2015 | 141       | Ítalo Galleani     | Juan Carlos Asencio | Verónica Saquel    | 6,1       |
| Esa no soy yo       | 24 de agosto de 2015   | 11 de abril de 2016    | 162       | Christian Maringer | María Luisa Sousa   | Alejandro Burr     | 5,7       |
| 2016                |                        |                        |           |                    |                     |                    |           |
| El camionero        | 15 de agosto de 2016   | 14 de março de 2017    | 149       | Ítalo Galleani     | Juan Carlos Asencio | Verónica Saquel    | 10,1      |
| 2017                |                        |                        |           |                    |                     |                    |           |
| Un diablo con ángel | 2 de janeiro de 2017   | 8 de maio de 2017      | 70        | Matías Stagnaro    | Luciana Luppi       | Alejandro Burr     | 9,5       |
| La colombiana       | 8 de março de 2017     | 28 de setembro de 2017 | 143       | Germán Barriga     | Juan Carlos Asencio | Mauricio Campos    | 8,7       |
| Wena profe          | 25 de setembro de 2017 | 11 de maio de 2018     | 159       | Rodrigo Meneses    | Mauricio Campos     | Rodrigo Sepúlveda  | 5,8       |
| Dime quién fue      | 12 de novembro de 2017 | 13 de maio de 2018     | 97        | Germán Barriga     | Vania Portilla      | Rodrigo Sepúlveda  | 5,4       |
| 2019                |                        |                        |           |                    |                     |                    |           |
| Amar a morir        | 4 de março de 2019     | 30 de setembro de 2019 | 126       | César Opazo        | Mauricio Campos     | Rodrigo Sepúlveda  | 4,8       |

## Realizadores

### Área Dramática de TVN
1981-2004
Produção Executiva de Área Dramática
- - Sonia Fuchs (período 1981-1990)
  - Cecilia Stoltze (período 1991)
  - Verónica Saquel (período 1992-1996)
  - Pablo Ávila (período 1997-2004)

Assessor de Conteúdos de Área Dramática
- - Jorge Marchant (1998-2009)

Direção de telenovelas
- - Claudio Guzmán (1981)
  - Herval Rossano (1982-1983)
  - Ricardo Vicuña (1983-1988)
  - Vicente Sabatini (1984-2004)
  - René Schneider Arce (1988-1989)
  - María Eugenia Rencoret (1993-2004)
  - Leonardo Vermelhas (1998)
  - Víctor Huerta (2003-2015)
  - Óscar Rodríguez (2004-2005)

Coordenação de telenovelas
- - Pilar Reynaldos (1981-1989)
  - Pilar Jiménez (1983)
  - Cecilia Stoltze (1985-1990)
  - Alejandra García-Huidobro (1985-1987)
  - Jaime Vermelhas (1988)
  - Gonzalo Contreras (1989-1992)
  - Ricardo Larenas (1993)
  - Pablo Ávila (1993-1996)
  - Verónica Brañes (1994, 2005-2009)
  - Marcelo Muñoz (1996-1998)
  - Vania Portilla (1997-2004)
  - Daniela Demicheli (1999-2004)
  - Patricio López (2002-2004)

2005-2015
Direção Executiva de Conteúdos de Área Dramática
- - María Eugenia Rencoret (período 2005-2013)
  - Vicente Sabatini (período 2005-2009, 2015-2016)
  - Alex Bowen (período 2014)
  - Rodrigo Sepúlveda (período 2017-2019)

- Assessor de Conteúdos de Área Dramática

- - Julio Vermelhas (2014-2017)

Coordenação Executiva de Área Dramática
- - Alejandro Burr (2014)
  - Mauricio Campos (2015-2017)

Produção Executiva de telenovelas
- - Vania Portilla (período 2005-2011, 2017)
  - Daniela Demicheli (período 2005-2013)
  - Patricio López (período 2005-2013)
  - Eduardo Alegria (período 2014)
  - Javiera Kri (período 2014)
  - Alejandro Burr (período 2014-2017)
  - Rodrigo Sepúlveda (período 2015)
  - Verónica Saquel (período 2015-2016)
  - Mauricio Campos (2016-2019)

Direção de telenovelas
- - Patricio González (2005-2008, 2012-2013)
  - Germán Barriga (2005-2011, 2017-2018)
  - Rodrigo Velásquez (2009-2012)
  - Ítalo Galleani (2010-2012, 2014-2016)
  - Claudio López de Lérida (2011-2015)
  - Nicolás Alemparte (2012-2013)
  - Christian Maringer (2013-2015)
  - Felipe Arratia (2014)
  - Matías Stagnaro (2014-2017)
  - Rodrigo Meneses (2018)
  - César Opazo (2019)

Produção de telenovelas
- - Patricia Encina (2005-2011)
  - Mauricio Campos (2005-2012, 2014)
  - Eduardo Alegria (2005-2006)
  - Cecilia Aguirre (2009-2012)
  - Marcelo Martínez (2010-2017)
  - Claudia Cazanave (2010-2014)
  - María Luisa Sousa (2011-2015)
  - Yanara Salfate (2013-2014)
  - Bruno Córdova (2013)
  - Juan Carlos Asencio (2014-2017)
  - Cynthia Vermelhas (2014)
  - Carolina Provoste (2015-2019)
  - Jenny Contreras (2017-2019)

1. ↑  «La Chúcara». www.tvn.cl (em inglês). Consultado em 21 de maio de 2022